# (7132) Casulli
(7132) Casulli – planetoida z grupy pasa głównego asteroid okrążająca Słońce w ciągu 3 lat i 187 dni w średniej odległości 2,31 j.a. Została odkryta 17 września 1993 roku w Osservatorio Astrometrico Santa Lucia Stroncone przez Antonio Vagnozziego. Nazwa planetoidy pochodzi od Vincenzo Silvano Casulliego (1944-2018), włoskiego astronoma amatora, odkrywcy wielu planetoid. Przed nadaniem nazwy planetoida nosiła oznaczenie tymczasowe (7132) 1993 SE.